# Hasan Denizyaran
Hasan Denizyaran (* 24. Juli 1993 in Izmir) ist ein türkischer Schauspieler.

## Leben und Karriere
Denizyaran wurde am 24. Juli 1993 in Izmir geboren. Er studierte an der İstanbul Aydın Üniversitesi. Sein Debüt gab er 2015 in der Fernsehserie Sungurlar. Danach war er 2016 in der Serie Hayat Sevince Güzel zu sehen. Anschließend wurde Denizyaran 2018 für die Serie Elif gecastet. 2019 spielte er in Kim Daha Mutlu? die Hauptrolle. Seine nächste Hauptrolle bekam er 2022 in der Serie Yalnız Kurt.

## Filmografie
Filme
- 2017: 4N1K
- 2019: Kim Daha Mutlu?
- 2023: Demir Kadın: Neslican

Serien
- 2015: Sungurlar
- 2016: Hayat Sevince Güzel
- 2018: Elif
- 2019: Afili Aşk
- 2021: İşte Bu Benim Masalım
- 2022: Yalnız Kurt
- seit 2023: Arka Sokaklar